# Big Mood
Big Mood est une série télévisée britannique créée par Camilla Whitehill et réalisée par Rebecca Asher, diffusée depuis le 18 mars 2024 sur Channel 4.

## Distribution
Sauf indication contraire, les informations mentionnées dans cette section peuvent être confirmées par les bases de données cinématographiques IMDb et Allociné,  présentes dans la section « Liens externes ».
- Nicola Coughlan : Maggie
- Lydia West : Eddie
- Ukweli Roach : Jay
- Joanna Page : elle-même
- Niamh Cusack
- Eamon Farren : Klent
- Luke Fetherston : Ryan
- Kate Fleetwood
- Rob Gilbert
- Rebecca Lowman
- Sally Phillips : Dr Burrows